# Syllepte penthodes
Syllepte penthodes là một loài bướm đêm trong họ Crambidae.